# Одноробовский Первый сельский совет
Одноро́бовский либо Одноробовско́й Первый сельский совет либо Одноро́бовский поселко́вый сове́т — входил до 2020 года в состав Золочевского района Харьковской области Украины.
Административный центр сельского совета находился в посёлке Одноробовка (не путать с соседним селом Одноробовка).

## История
- 1924 — дата образования данного сельского Совета депутатов трудящихся из ... волости бывшего Богодуховского уезда Харьковской губернии, ликвидированной в 1925 году, Украинской Советской Социалистической Республики.
- С 1924 года — в составе Золочевского района Ахты́рского о́круга, с февраля 1932 — в Харьковской области УССР.
- До 1925 года центром Ивашковского сельсовета были Ивашки (Иванки),[2] ныне входящие в Одноробовский Первый сельсовет; в 1925 сельсовет был переведён из Ивашков в Конгрессовку, входившую в тот же Золочевский район и Ахтырский) округ; сейчас он называется Александровским.[2]
- В начале 1990-х совет назывался "Одноробовский Совет народных депутатов".[3]
- После 17 июля 2020 года в ходе административно-территориальной «реформы» по новому делению Харьковской области[4][5] данный Одноробовский поселковый совет вместе с Золочевским районом был упразднён; входящие в него населённые пункты и его территории присоединены к Золочевской (?) территориальной общине Богодуховского (?) района.
- Данный сельсовет (поссовет) просуществовал 96 лет.

## Населённые пункты совета
- посёлок Одноро́бовка
- село Ба́сово
- село Ивашки́
- село Перо́вское